# Cyphostemma comorense
Cyphostemma comorense är en vinväxtart som beskrevs av Desc.. Cyphostemma comorense ingår i släktet Cyphostemma och familjen vinväxter. Inga underarter finns listade i Catalogue of Life.